# خانه معصومه علمدار
خانه معصومه علمدار مربوط به دوره قاجار است و در شیراز، محله درب مسجد، کوچه پشت مسجد شهدا، پ ۵۵ واقع شده و این اثر در تاریخ ۱۰ خرداد ۱۳۸۲ با شمارهٔ ثبت ۸۶۶۸ به‌عنوان یکی از آثار ملی ایران به ثبت رسیده است.